# Kolut
Kolut (cyr. Колут) – wieś w Serbii, w Wojwodinie, w okręgu zachodniobackim, w mieście Sombor. W 2011 roku liczyła 1327 mieszkańców.